# Musculus subscapularis
De musculus subscapularis is een van de vier rotatorenmanchetspieren. De spier draait de bovenarm naar binnen toe (endorotatie). Wanneer de spier verlamd is, zien we vaak een grote exorotatiestand van de bovenarm.

## Origo en insertie
De musculus subscapularis heeft zijn oorsprong (origo) in de fossa subscapularis en de aanhechting (insertie) zit aan het tuberculum minus.

## Innervatie
De spier wordt geïnnerveerd door de nervus subscapularis (C5-C8).

## Functie
De functie van de spier is endorotatie.

## Blessures
- Subscapularistendinopathie. Hierbij is de pees van de spier ontstoken (tendinitis) of is er sprake van degeneratie (tendinose).[2]
- Subscapularisruptuur. Dit is echter zeer zeldzaam.

## Trivia
Deze spier schijnt specifiek gebruikt te worden voor de beweging bij o.a. armdrukken.